# 鳥嘴潭人工湖
鳥嘴潭人工湖，是位於中華民國（臺灣）的一座人工湖，位於南投縣草屯鎮烏溪旁，緊鄰國道六號。經濟部水利署斥資新台幣202億元興建的人工湖泊。整項計畫目標是完成6座可蓄水的湖泊，鳥嘴潭完工後每日供水量可達25萬噸，最多每日提供100萬人用水。該潭可減少彰化地下水使用，改善雲彰地區地層下陷問題，並穩定區域供水，更力拚打造成為生態公園，讓鳥嘴潭助攻地方發展。該潭堪稱中部地區規模最大的儲水建造工程。該人工湖名起源於，人工湖上游北側一深潭區，於清領時期為往返烏溪南北岸交易之渡船位址，當地稱之為鳥嘴潭，因此以歷史傳承意義以「鳥嘴潭」做為人工湖之命名。
所有水庫築壩後，蓄水範圍都會成為人工湖，鳥嘴潭則是經濟部水利署首個以「人工湖」定義命名的儲水工程，工程設計類似高雄澄清湖水庫和桃園中庄調整池，不是透過築高壩蓄水，而是向下挖坑蓄水。

## 簡介
這座人工湖取烏溪地表水，興建計畫自西元2015年（民國104年）獲行政院核定，歷經用地取得、環評關卡，湖區於2019年8月開工，預計設6座湖區，共分成4個工程，湖區工程、管理中心新建工程、平林二號堤防工程、引水設施工程，第一期計畫定於2022年完工，完成A'、A及B三個湖區有效庫容合計350萬立方公尺，相關攔河堰、取引水設施、淨供水設施完成後，每日可提供9萬噸水量；第二期2024年完工，完成全部六個湖區有效庫容合計1,450萬立方公尺，完工後將每天供應彰化縣21萬噸的民生用水，及在地的草屯鎮4萬噸用水。並期減緩地層下陷、穩定區域供水、人工湖環境營造。目前最靠近管理中心的A、B湖區已開始供水，每天供水量約4萬噸，11月將完成第一階段每日供水9萬噸目標。
在興建人工湖之前，雲林、南彰化供水來自湖山水庫、集集攔河堰，北彰化則仰賴鯉魚潭與石岡壩聯合運用，但供給量仍不足，必須仰賴地下水，地層下陷危機四伏，經濟部水利署因此提出「雲彰地區地層下陷具體解決方案暨行動計畫」，鳥嘴潭扛下重大責任。
時任行政院長蘇貞昌曾於2022年4月來鳥嘴潭工地視察，除非常關注人工湖進度，特別指示樹木要多種、提早種，反觀一般工程都是主工程接近完工才會開始種樹，凸顯鳥嘴潭成為生態公園的企圖心。

## 水質疑慮
在設計期間，就因為鳥嘴潭距離交流道旁的草屯垃圾掩埋場不遠，衍生供水水質疑慮。不過，人工湖配合地形為東西向，地下水則是南北流向，6個湖區都有建置截水牆，可阻隔地下水流入湖區，避免水質受到影響。
撇除水質問題，民眾對此處存在垃圾堆置與臭味也有抗拒心理，因此，早在水利署辦理「烏溪鳥嘴潭人工湖工程計畫」第一次修正時，就特別編列3億元經費，順便補助環保署處理垃圾場移除清運，核定工程總經費從199億元調整成202億元，環保署預計民國112年底（2023年底）完成所有垃圾場封場工作。

## 友善生態
其中引水工程也有「友善生態」巧思，過去興建的攔河堰較高，造成蓋堰後堰址上下游高差過大，不利魚類上溯，因此現在鳥嘴潭引水工程的攔河堰以貼近原來河床高程方式設計，除減少生態環境變動，更適合魚類利用；另設計近自然魚道、瀑布式魚道兩種不同類型的魚道，提供給不同泳速的魚種使用。
陸域生態也不能忽視，鳥嘴潭附近是石虎重要棲地，工程期間保護措施包含設置120公分高的護欄，還要有摺角讓牠們跳不過來，也打造專屬石虎的地下生態廊道，大型水泥管貫穿工區和烏溪之間，雙管齊下避免石虎闖進施工便道釀路殺悲劇。生態廊道頗受小動物青睞，紅外線照相機時常捕捉到石虎優雅通過，連白鼻心也會到此一遊。

## 週邊景點
- 鳥嘴潭湖區：周邊設置自行車道、觀景台、涼亭等，管理中心展演場也會開放民眾參觀。[9]。
- 國道六號東草屯休息站
- 草屯環保教育園區（原草屯掩埋場）

## 各湖區開發規模
鳥嘴潭人工湖共計設有七個湖區，數據如下：
| 湖區 | 堤頂高程(m) | 開挖深度(m) | 計畫蓄水位(m) | 呆水位高程(m) | 滿水位湖區面積(公頃) | 挖土石方(萬m3) | 挖岩方(萬m3) | 有效蓄水容量(萬m3) |
| ---- | ----------- | ----------- | ------------- | ------------- | -------------------- | -------------- | ------------ | ------------------ |
| A'   | 140         | 13~17       | 139           | 126           | 7.1                  | 58             | 22           | 77                 |
| A    | 136         | 11~14       | 135           | 124           | 10.2                 | 72             | 41           | 106                |
| B    | 132         | 9~13        | 131           | 121           | 15.8                 | 76             | 72           | 163                |
| C    | 127         | 11~15       | 126           | 114           | 25.4                 | 164            | 151          | 303                |
| D    | 122         | 12~17       | 121           | 107           | 31.1                 | 209            | 244          | 425                |
| E    | 116         | 10~14       | 115           | 105           | 28.9                 | 204            | 151          | 309                |
| F    | 112         | 7~11        | 111           | 104           | 9.1                  | 53             | 21           | 67                 |
| 合計 | -           | -           | -             | -             | 127.6                | 836            | 702          | 1,450              |

## 外部連結
- 經濟部水利署中區水資源局 鳥嘴潭人工湖計劃 （页面存档备份，存于）
- 經濟部水利署中區水資源局 鳥嘴潭人工湖官方網站